# Джаліл Садихов
Джаліл Садихов (азерб. Cəlil Sadıxov; (2 (14) грудня 1888 , Шуша, Шушинський повіт, Єлизаветпольська губернія, Російська імперія  — 8 червня 1934 , Баку, Азербайджанська РСР, Закавказька Соціалістична Федеративна Радянська Республіка, СРСР ) — дипломат Азербайджанської Демократичної Республіки. Де-факто, перший дипломатичний представник Азербайджану в Україні.

## Біографія
Внаслідок Жовтневого перевороту в 1917 році розпочалися національно-визвольні змагання в державах, які постали на території колишньої Російської імперії. Українцям і азербайджанцям вдалося створити свої національні держави: Українську Народну Республіку (а потім Українську Державу) і Закавказьку Демократичну Федеративну Республіку (а потім Азербайджанську Демократичну Республіку) відповідно. Дипломатичні представництва в Українській Державі відкрили 12 держав, у тому числі Азербайджанська ДР.
Джаліл Садихов в першій половині 1918 року працював секретарем консула Каджарської Персії в Києві Ісаака Вітенберга.
Садихов був першим дипломатичним представником Азербайджану в Україні, очолював Комісаріат Азербайджанської ДР в Українській Державі, що, фактично, виконував функції посольства до призначення посла. Комісаріат було утворено створений 10 жовтня 1918 року в Києві за адресою Прозорівська вулиця, 15.
Помічник Джаліла Садихова Юсиф Салех, секретар Мір Джалал Міртагієв і дипломатичний кур'єр Мамед Таги Султанов здобули освіту на медичному факультеті Імператорського університету Святого Володимира. Другий секретар дипломатичного представництва, Джахангир Гамзаев, здобув освіту на юридичному факультеті того ж університету в 1910—1914 роках і після завершення навчання залишився в столиці України.
Вже 1 листопада 1918 Азербайджанська Демократична Республіка призначила повноцінним послом в Україні Юсифа Везира Чеменземінлі (за сумісництвом — у Кримській Народній Республіці та Польській Республіці), але через повалення влади в результаті антигетьманського повстання він не міг приїхати і розпочати свою роботу.